# 港口国监督
港口国监督（英語：Port State Control, PSC） ， 或称为港口监，是在本国港口对外国船舶的安全监督和检查之机构。
检查是由港口国监督审查官员核实各项安全检查。目的是在测试船舶上船长和其船员的能力，船舶状况以及它上面各項设备的工作状况是否遵照或符合 国际海上人命安全公约(即 海上人命安全公约、MARPOL、STCW等等)的要求，并且测试船上人员是否被管理達至国际海事法的合格標準。

## 历史
1978年，一些欧洲国家在海牙审核船只上的劳工工作条件是否符合 国际劳工组织的规例，并同意审核船只上劳工工作条件的备忘录。在阿莫科加的斯号沉末后，备忘录被加入了国际海事組織的船舶安全及船舶污染项目中為审核项目。
为了达成船舶工作安全標準的目的，欧洲国家於1982年，在法国巴黎恊商簽定巴黎谅解备忘录（巴黎备忘录）以建立港口国监督制度，至今，共有 26 个欧洲国家和加拿大等国家参与谅解备忘录。

## 谅解备忘录(协定)

### 拉丁美洲协定[1](英語：西班牙語：)
- 成员国

拉丁美洲协议的当前地区成员国： 阿根廷、玻利维亚、巴西、哥伦比亚、智利、古巴、厄瓜多尔、洪都拉斯、墨西哥、巴拿马、秘鲁、乌拉圭和委内瑞拉。成员国家共有 13 个国家参与。

### 阿布札谅解备忘录[2] （非洲西部和中部备忘录(英語：West and Central Africa MoU))
- 成员国

“阿布札谅解备忘录” 是非洲国家对港口国監督的备忘录 ，也称为”非洲西部和中部备忘录”。成员国家包括安哥拉、贝宁、喀麦隆、佛得角、刚果、科特迪瓦、加蓬、加纳、几内亚、赤道几内亚、利比里亚、毛里塔尼亚、纳米比亚、尼日利亚、塞内加尔、塞拉利昂、南非、圣多美和普林西比、刚果民主共和国、畿内亚比索、冈比亚和多哥，共有 22 个国家参与。

### 黑海谅解备忘录[3]
这份备忘录的完整名称是称为"黑海港口国監督谅解备忘录"
- 成员国

有保加利亚、格鲁吉亚、罗马尼亚、俄罗斯联邦、土耳其和乌克兰共6个成员国。

### 加勒比谅解备忘录[4]
备忘录主要是加勒比区域的国家，并命名为"加勒比港口国監督谅解备忘录"。
- 成员国

成员状态如下： 安提瓜和巴布达、巴巴多斯、多米尼克、格林纳达、圭亚那、牙买加、荷属安地列斯、苏里南和特立尼达 和 多巴哥。共有 9 个国家参与。

### 印度洋谅解备忘录[5]
- 成员国

印度洋谅解备忘录共有十九个国家的成员国： 澳大利亚、孟加拉国、吉布地、厄立特里亚、法属拉留尼汪岛、印度、伊朗、肯尼亚、马尔代夫、缅甸、阿曼、毛里求斯、莫桑比克、塞舌尔、南非、斯里兰卡、苏丹、坦桑尼亚、也门。

### 地中海谅解备忘录[6]
这份备忘录的全名是”地中海港口国监督谅解备忘录”。
- 成员国

阿尔及利亚、塞浦路斯、埃及、以色列、约旦、黎巴嫩、摩洛哥、突尼斯和土耳其，共9个成员国。

### 巴黎谅解备忘录[7]
巴黎谅解备忘录新检查制度是港口国监督当局用来评估船只风险状况和经营船只公司业绩的新评审系统。新的评审系统是从 2011 年 1 月 1 起施行。船只被分为三个风险评估设定级别，即高、中和低风险的风险评估设定级别。风险评估级别取决于船只的港口国监督检查的被确定频率。风险评估可从网上提供的免费 计算器协助部门经理评估他们的公司和船舶性能。
- 到达前之报告义务

鉴于扩大检验调查，船只抵达巴黎谅解备忘录的港口国港口前，他们须要提供有 72 小时到达前的到达通知。又所有的船只，必须在到达前24 小时提供到达通知。在巴黎备忘录的网站或 其它 海事网站中，可以发现报告要求的详细信息。
- 成员国

巴黎备忘录地区的目前成员国为： 比利时、保加利亚、加拿大、克罗地亚、塞浦路斯、丹麦、爱沙尼亚、芬兰、法国、德国、希腊、冰岛、爱尔兰、意大利、拉脱维亚、立陶宛、马耳他、荷兰、挪威、波兰、葡萄牙、罗马尼亚、俄罗斯联邦、斯洛文尼亚、西班牙、瑞典、英国。成员国家共有 27 个国家。

### 利雅德谅解备忘录[8]  (海湾地区谅解备忘录(英語：Gulf Region)）
- 成员国

包括巴林、科威特、阿曼、卡塔尔、沙特阿拉伯和阿聯酋的六个成员国。

### 东京谅解备忘录[9]
- 成员国

计有澳大利亚、加拿大、智利、中华人民共和国、中国香港、菲济、日本、印度尼西亚、韩国、马来西亚、马绍尔群岛、新西兰、新加坡、菲律宾、俄罗斯聯邦、泰国、巴布亚新几内亚、瓦努阿图、越南。

## 内部链接
- 國際海事組織